# Peter Forer Socher
Peter Forer Socher (* 3. August 1770 in Schwabsoien; † 28. September 1840 in Apfeldorf) war ein deutscher Geistlicher des Klosters Polling und Pfarrer in Apfeldorf von 1824 bis 1839. Er war Herausgeber von Sammlungen katholischer Kirchenlieder.

## Leben
Benedikt (= Taufname) Socher, Wirtssohn aus Schwabsoien, absolvierte als Seminarist der Domus Gregoriana 1787 das (heutige) Wilhelmsgymnasium München und trat vermutlich 1789 in das Kloster Polling; dort erhielt er den Klosternamen Peter Forer(ius). Nach der Auflösung seines Klosters war er zunächst Hilfspriester in verschiedenen Gemeinden der Diözese Augsburg und ab 1824 Pfarrer in Apfeldorf. 1839 wurde er freiresigniert und starb als Kommorant in Apfeldorf am 28. September 1840.

## Herausgeber
- Franz Bühler: Neuer Meßgesang, in Musik gesetzt von Titel. Herrn Kapellmeister Bihler; Mit 2 Singstimmen und der Orgel, woraus leicht auch der Singbaß gesungen werden kann. Herausgegeben von Peter Forer Socher, Kooperator in Walleshausen. Augsburg, bey Johann Jakob Lotter und Sohn. 1808
- Kirchenlieder im Gebrauche bey dem katholischen Gottesdienste für das ganze Jahr. Augsburg, bey Johann Jakob Lotter und Sohn. 1814